# Джузеппе Веронезе
Джузеппе Веронезе (італ. Giuseppe Veronese; 7 травня 1854 — 17 липня 1917) — італійський математик.

## Життєпис
1873 року Веронезе вступив до Вищої політехнічної школи Цюриха, але незабаром почав математичне листування з Луїджі Кремоною, який тоді перебував у Римі, і за його порадою перебрався в Римський університет. 1876 року, завдяки своїй роботі про теорему Паскаля, призначений асистентом з аналітичної геометрії. 1881 року отримав посаду професора алгебричної геометрії і перебував на ній до кінця життя.

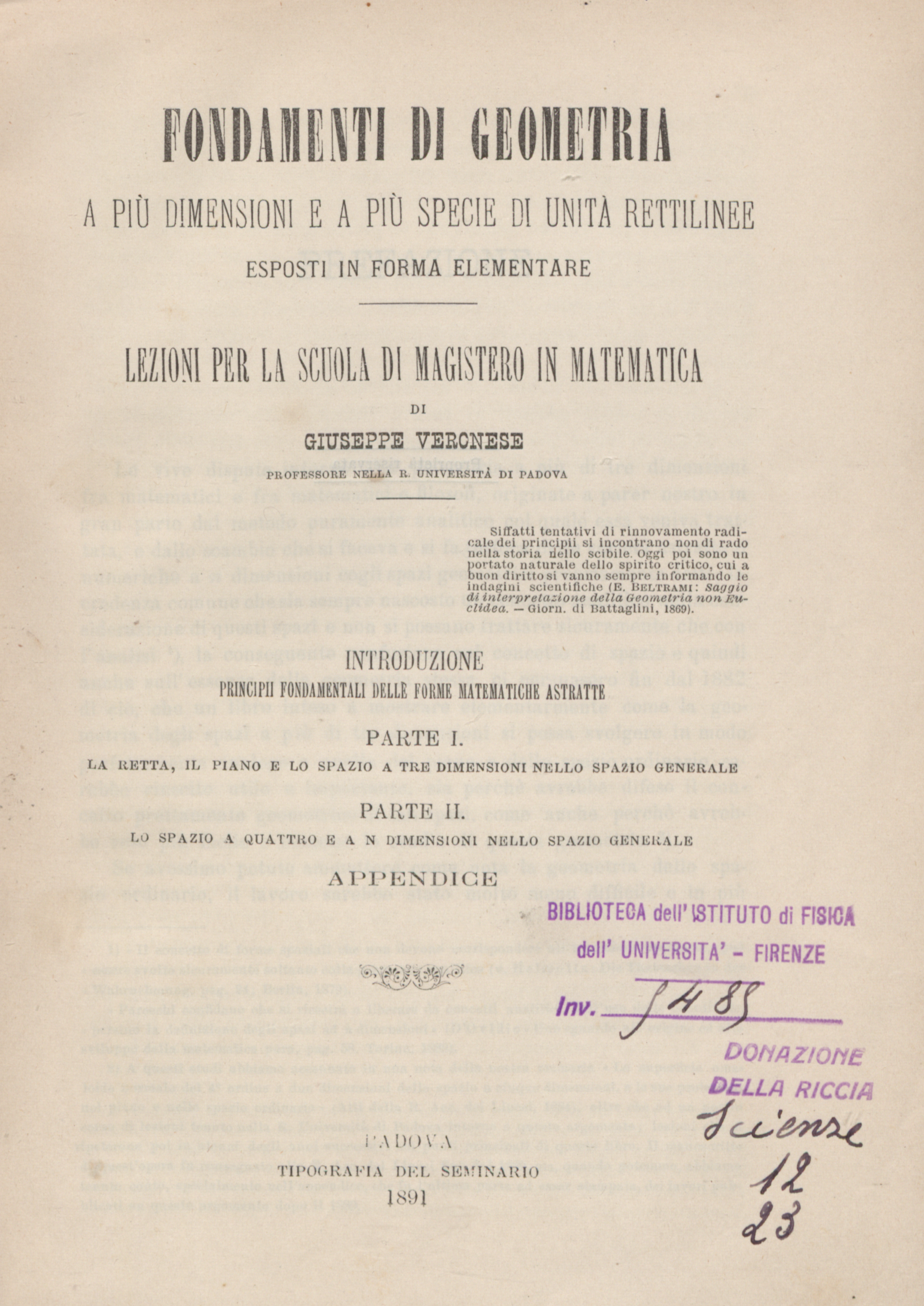
Fondamenti di geometria a piu dimensioni ea piu specie di unità rettilinee, 1891

1880 року Веронезе описав n-вимірну проєктивну геометрію, показавши, що за спроби спроєктувати просту поверхню в багатовимірному просторі на тривимірний проєктивний підпростір виникають додаткові труднощі. Він вважається одним із засновників цього предмета: завдяки йому теми, які раніше вважали предметом лінійної алгебри, стали частиною геометрії. Близько 1890 року Веронезе запропонував визначення неархімедового лінійного континууму; найвідомішу його роботу — Fondamenti di geometria a più dimensioni e a più specie di unità rettilinee esposti in forma elementare — опубліковано 1891 року. Ці роботи Пеано і Кантор критикували як необґрунтовані, однак Веронезе вперше висловив багато оригінальних ідей, і, зокрема, завдяки йому стало зрозуміло, які проблеми потребують строгішої розробки. Гільберт, який довів несуперечливість неархімедових систем, схарактеризував роботи Веронезе як глибокі.